# Superdupont
Lob - Gotlib - Alexis

Superdupont

(Bitte Urheberrechte beachten)
Superdupont [sypɛʁdypɔ̃] ist eine französische Comic-Serie von Jacques Lob und Marcel Gotlib, die erstmals am 21. September 1972 im Jugend-Magazin Pilote erschien und ab 1975 in Fluide Glacial weitergeführt wurde. Die Serie, die durch die individuellen Zeichenstile verschiedener Cartoonisten geprägt ist, parodiert sowohl den Stil von Superhelden-Comics als auch kulturelle Eigenarten, wissenschaftliche Errungenschaften und typische Erzeugnisse Frankreichs. Diese verteidigt der ultra-patriotische und offen chauvinistische Antiheld Superdupont im unermüdlichen Kampf gegen die subversiven Kräfte der sektiererischen Geheimorganisation Anti-France.

## Publikationsgeschichte
Jacques Lob entwickelte den Charakter und die Abenteuer von Superdupont und arbeitete dabei mit verschiedenen Cartoonisten zusammen. Erster Zeichner der Serie und gleichzeitig Co-Szenarist war und ist Marcel Gotlib. Diese erste Fortsetzungsgeschichte der Serie erschien am 21. September 1972 in der Ausgabe Nr. 672 des französischen Jugend-Magazins Pilote. Da Gotlib aber mit redaktionellen Arbeiten und Zeichnungen an anderen Serien beschäftigt war, übernahm Alexis die Ausführung der Zeichnungen.
1972 verließ Gotlib die Redaktion von Pilote und gründete zusammen mit Claire Bretécher und Nikita Mandryka das Magazin L’Écho des Savanes, aber erst nachdem er am 1. April 1975 zusammen mit seinem Jugendfreund Jacques Diament ein eigenes Magazin, Fluide Glacial, gegründet hatte, wurde Superdupont ab 1975 dort fortgesetzt. Während der Arbeit zu der Episode La croisade de Superdupont (II) verstarb Alexis (1946–1977) überraschend im Alter von 30 Jahren nach der Ruptur eines Gehirnaneurysmas und Gotlib beendete die Zeichnungen der Episode in seinem eigenen Stil. Jean Solé übernahm anschließend die zeichnerische Ausführung. In den 1980er und 1990er Jahren trugen noch weitere Zeichner wie Daniel Goossens (Autor und Zeichner bei Fluide Glacial), Neal Adams (Spezialist für die Zeichnungen von amerikanischen Superhelden) und Alexandre Coutelis (ehemaliger Kollege bei Pilote und Zeitungskarikaturist) mit ihrem jeweils individuellen Stil zum Erfolg der Serie bei.
Zum Leidwesen von Gotlib nutzten bereits Ende der 1980er Jahre der französische Nationalist Jean-Marie Le Pen und seine Partei Front National die Popularität von Superdupont aus. Diese Entwicklung und der Tod des Szenaristen Jacques Lob (1932–1990) sind wahrscheinliche Gründe für die Aussetzung der Serie in den 1990er Jahren.
Erst im Oktober 2006 wurde die Serie in Fluide Glacial auf Initiative von Lefred Thouron wieder fortgesetzt; Gotlib und Thouron schrieben neue Szenarien und Solé setzte sie zeichnerisch um.
Ab 1977 wurden komplette Episoden von Superdupont in bisher sechs Comic-Alben von Fluide Glacial und Audie/Fluide Glacial veröffentlicht; 1984 wurden im Volksverlag Band 1 und 2 in Deutsch veröffentlicht.
Der Neustart der Serie wurde über zwei Jahre von Gotlieb, François Boucq und Karim Belkrouf konzipiert und zeichnerisch realisiert. 2015 publizierte Dargaud bisher unveröffentlichten Geschichten als Band 1 (Renaissance).

## Genre und Präsentation
Superdupont ist eine Parodie auf Frankreich als Grande Nation und auf die Sorge, französische Errungenschaften, Werte und Gewohnheiten verlieren zu können und gegen das Ausland (l'étranger, wörtlich 'das Fremde') verteidigen zu müssen. Der Protagonist und Antiheld, der mit dem Pathos amerikanischer Superhelden handelt und in die gängigen Handlungsabläufe dieses Genres verstrickt wird, sieht im kulturellen Einfluss von außen – und in Ausländern allgemein – eine Bedrohung für sein Vaterland (la patrie) und ist damit eine Karikatur von chauvinistischem Nationalstolz einerseits und nationalistischer Paranoia und Fremdenfeindlichkeit andererseits.
Die Serie besteht aus abgeschlossenen, oft mehrteiligen Episoden (meist mit Prolog und/oder Epilog), die mal zeitlich aufeinander folgen, mal in Rückblenden von Superduponts früheren Abenteuern oder seiner Jugend erzählen. Die Vielzahl der Episoden – vor allem jene, in denen es um die Beziehung zwischen Superdupont und Georgette geht, sind als Erwachsenen-Comics zu verstehen, in denen sich auch sehr deutliche erotische Zeichnungen finden. Die ironisch-parodistische Thematik und Erzählweise der Serie ist über 40 Jahre beibehalten worden, doch die grafische Erscheinung von Superdupont ist durch die sehr unterschiedlichen Zeichenstile – von zweidimensionaler Cartoonhaftigkeit bis hin zu detailgetreuem Realismus – geprägt. Die Episoden von 1972 bis in die 1990er Jahre sind in Schwarzweiß getuscht; ab den 2000er Jahren und dem Neustart durch Thouron erscheint Superdupont durch die Arbeit des Coloristen Ngo Ngam in Farbe.
Die Serie hat mehrere Running Gags: Beispielsweise ist das szenarische Eintreffen des Super(anti)helden mit berstenden Türen, zersplitternden Fenstern und herumfliegenden Ziegelsteinen verbunden; viele Episoden enden mit einer erfolgreichen Abwehr eines Anti-France-Angriffes, wobei aber der Protagonist deutlich sichtbare Kollateralschäden hinterlässt; wenn Superdupont mit nach oben gerichtetem Blick von der Schönheit französischen Kulturguts oder den Tugenden der Franzosen schwärmt, rührt ihn dies wortwörtlich zu Tränen.

## Akteure und Handlung

### Superdupont

#### Die Mission
Der junge Jean Dupont wird nachts in Paris durch ein mysteriöses Licht zum Arc de Triomphe geführt und findet dort einen Eingang, durch den er in eine tief unter dem Monument gelegene Grabhalle gelangt. Dort erwartet ihn der im Ersten Weltkrieg bei Verdun gefallene Unbekannte Soldat, der Jean offenbart, dessen Vater zu sein und dass eine besondere Aufgabe auf ihn warte. In den folgenden sieben Tagen und Nächten durchläuft der junge Mann ein magisches Ritual und wird zu Superdupont, dem Super-Franzosen (Super-Français), der nun – so wie vor ihm sein Vater – Frankreich und dessen Kultur verteidigen wird.

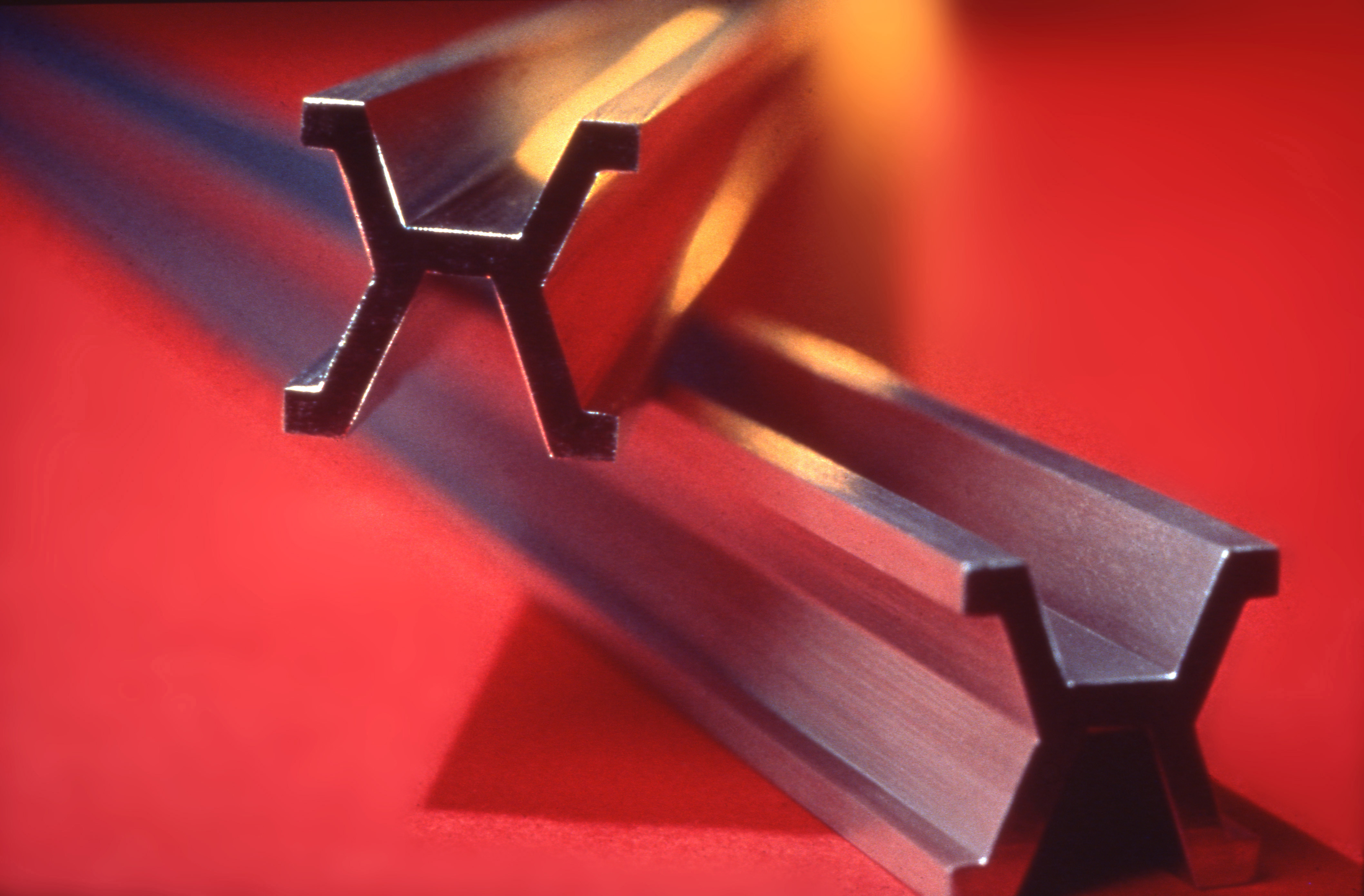
Das Urmeter – Frankreich hat „das rechte Maß“ (la juste mesure) und Superdupont steht dafür ein.

Seit diesem Erlebnis verfügt Superdupont über Superkräfte und -sinne (ähnlich wie Superman) und trägt stolz die Farben der Nationalflagge (wie Captain America). Sich selber charakterisiert er folgendermaßen: „Je ne suis qu'un modeste surhomme, un simple justicier, qui n'aspire qu'à servir sa patrie.“

Im dritten Teil der Episode um das gestohlene Urmeter wird er während einer Vision von allerhöchster Stelle in seiner Mission bestätigt: Ihm erscheint „Der Große Baumeister“ (Le Grand Architecte) und verkündet, dass es Aufgabe Frankreichs – und damit Superduponts Aufgabe – sei, den anderen Nationen und sogar dem ganzen Universum, den Unwissenden (ignorants) und Ungläubigen (infidèles), „das rechte Maß“ (la juste mesure) und die „metrische Wahrheit“ (la vérité métrique) zu verkünden.
Eine dritte Bestätigung seiner Mission erfährt Superdupont durch Jesus, der die französische Staatsbürgerschaft angenommen hat, ein Barett unter der Dornenkrone trägt und entschieden hat, alle nötigen Utensilien für die heilige Messe durch französische Produkte zu ersetzen.
In Notsituationen erhält Superdupont weibliche Hilfe durch Anflehen des französischen Nationalsymbols Marianne, die praktische Ratschläge für ihn bereithält.
Auf diese Weise autorisiert und bestärkt in seiner patriotischen Haltung schafft Superdupont es immer wieder, seine Mission durch die Lösung von absurd-schwierigen Herausforderungen zu erfüllen und Frankreich gegen die Machenschaften von Anti-France zu verteidigen.

#### Der Mann

Kokarde Frankreichs

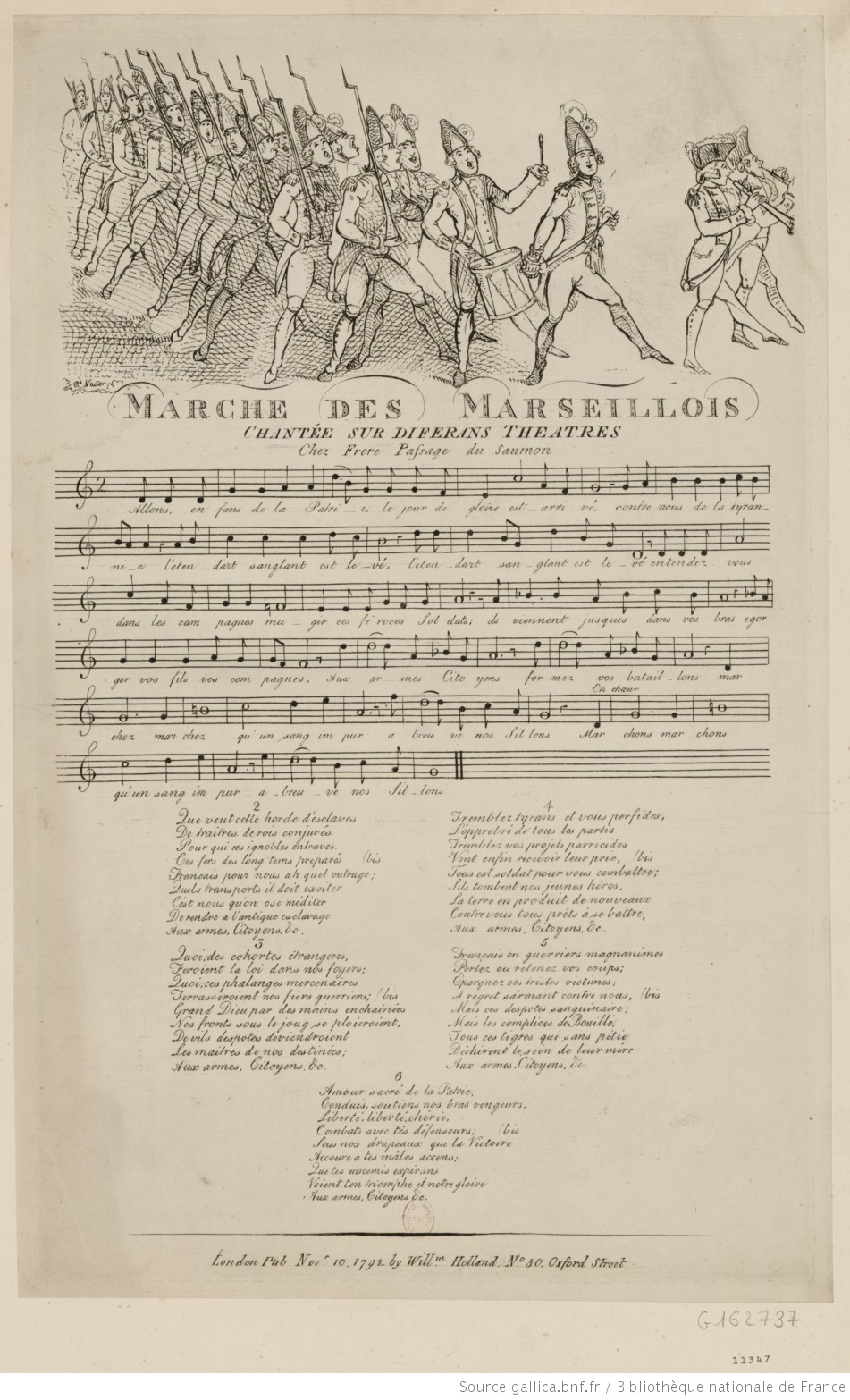
Die Marseillaise – für Superdupont Achillesferse und Waffe zugleich

Von der Physiognomie her erfüllt Superdupont das typische Klischee eines Franzosen: Er ist mittleren Alters, hat Bauchansatz und eine hohe Stirnglatze mit sorgfältig darübergekämmten Haaren (die man aber nur in sehr privaten Situationen sieht, da er bei seinen Einsätzen ein militärisches Barett trägt) und wird mal mit Schnauzbart, mal mit Clark-Gable-Bart dargestellt. Seine Sprache ist gestelzt pathetisch und in Überraschungsmomenten bedient er sich altertümlicher, religiös konnotierter Flüche.
Bekleidet ist er mit einem kurzärmeligen Unterhemd (Typ marcel) mit blau/weiß/roter Kokarde auf der Brust und den Initialen SD, einem dunkelblauen Cape, weißen langen Unterhosen, die durch einen Flanellgürtel in den Farben der Tricolore mit einer (nationalen) Sicherheitsnadel gehalten werden, Hausschuhen (Charentaises) und einer Ledermanschette am rechten Handgelenk.
Superdupont hat ähnliche Superkräfte wie Superman. Darüber hinaus verfügt er noch über Desinfektionsstrahlen, er kann sich durch Willenskraft subatomar verkleinern und er kann Nicht-Franzosen förmlich riechen und „ihre beunruhigende Fremdheit“ spüren. Außerdem ist er ein Meister in der französischen Savate-Kampfkunst (boxe française). Das Abspielen der Marseillaise hat für ihn zwei entgegengesetzte Effekte: Superdupont kann seine SD-Kokarde als Marseillaise-Schallplatte verwenden und so – moralisch und emotional gestärkt – Agenten von Anti-France in die Knie zwingen. Eine verzerrte Version der Marseillaise, das Absingen der Marseillaise in einer anderen Sprache als Französisch, oder – noch schlimmer – die rückwärts abgespielte Marseillaise hingegen sind Superduponts Achillesfersen und machen ihn gegenüber seinen Feinden hilflos. Anti-France entdeckt noch eine weitere Schwäche, als die Organisation beabsichtigt, Superdupont mit Hologrammen zu foltern: Wird er in einen Raum gelockt, dessen Wände, Decke, Boden und Tür komplett in den Farben der Tricolore ausgelegt sind, kann er nicht ausbrechen, da es für ihn unmöglich ist, seine Hand gewalttätig gegen „die drei heiligen Farben“ zu erheben – doch auch hier findet der Super-Franzose eine Lösung.
Als guter Patriot ist er regierungstreu und unterstützt die französische Wirtschaft, indem er für den Konsum von Rotwein und Camembert und anderen französischen Produkten einsteht und sich im Zwiegespräch mit dem Zeichner Solé dagegen wehrt, mit Chinatusche (Encre de Chine) gezeichnet zu werden. Im gleichen Sinne verbraucht er fünf Pakete Gauloises pro Tag, doch er zündet die Zigaretten nicht an, da er nicht gegen die Anti-Raucher-Kampagne der Gesundheitsministerin verstoßen will, und er bezahlt seine Einkommensteuer am Tag nach der Ablauffrist, damit er zusätzlich die 10 % Strafe in die Staatskasse zahlen kann.

### Anti-France

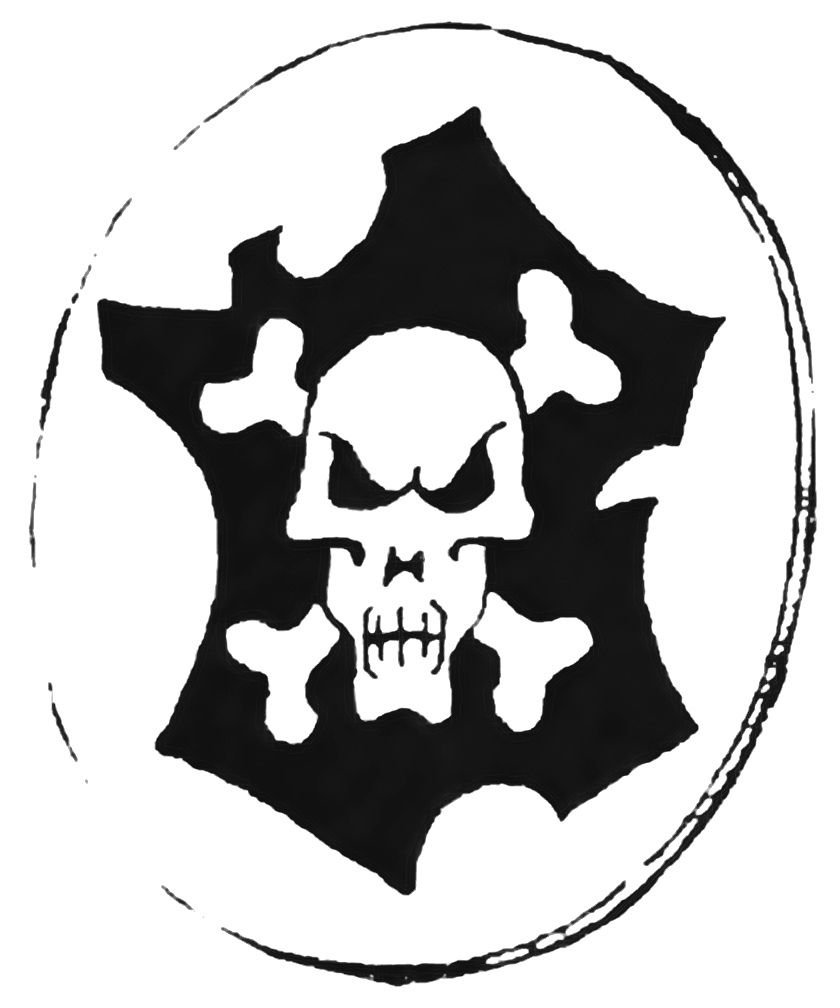
Logo von Anti-France

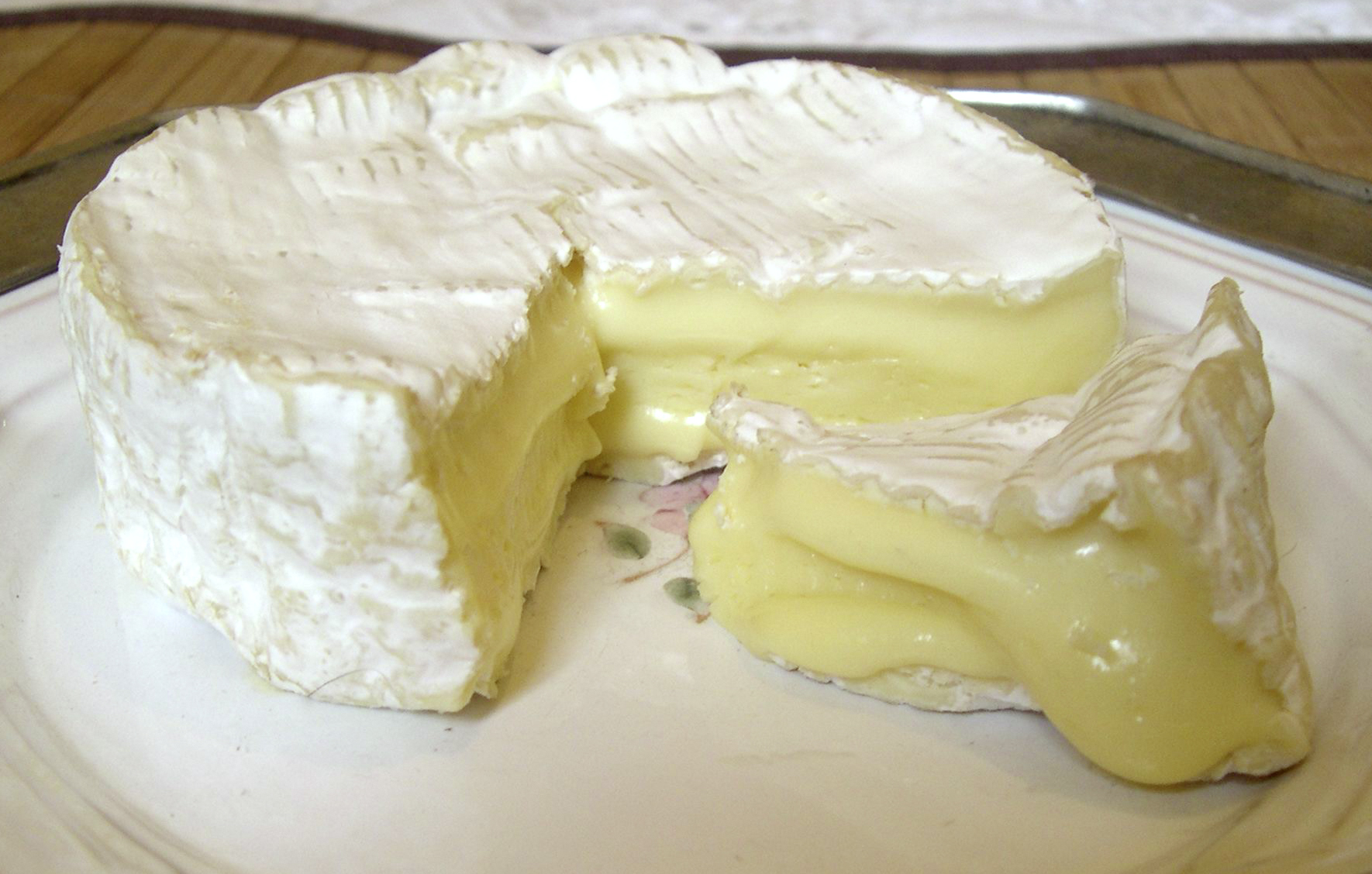
Camembert – ein Ziel für Anti-France, die Reputation französischer Produkte zu zerstören

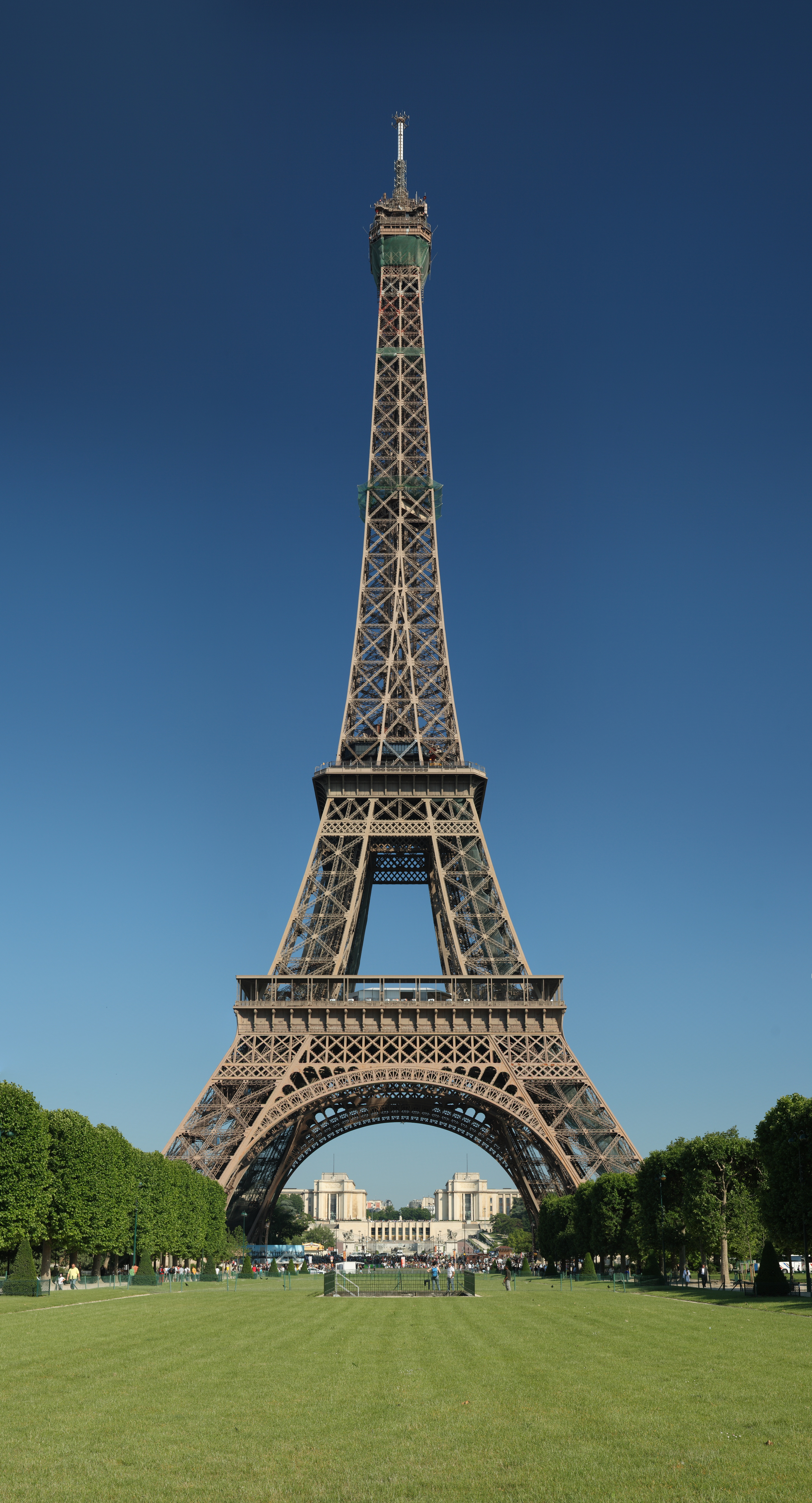
Der Eiffelturm – Ziel zweier Angriffe von Anti-France

Anti-France (auch Antifrance) ist eine sektiererische Geheimorganisation, eine personifizierte Karikatur aller realen und irrealen Probleme, die Frankreich mit anderen Staaten und generell Nicht-Franzosen hat oder zu haben glaubt.
Das Ziel dieser Organisation ist es, Frankreich, die Grande Nation, das Land der Freiheit, Gleichheit, Brüderlichkeit, lächerlich zu machen und zu zerstören; in den Worten von Superdupont: „ ... une société secrète et anonyme composée d'étrangers jaloux de la prospérité de notre pays!“ Um dieses Ziel zu erreichen, um die französischen Politik zu diskreditieren, die Verwaltung lahmzulegen und die Industrie zu sabotieren, setzt Anti-France meist ausgeklügelte, fremde Technologie ein wie beispielsweise die Installation eines Verteilers von Fremdpartikeln (particules étrangères) auf dem Eiffelturm, um die französische Bevölkerung zu deprimieren, einen Riesenmagneten, um die telefonische Zeitansage – und damit ganz Frankreich – zu verlangsamen oder eine Roboter-Fabrik, in der ein ungenießbarer Ersatz-Camembert hergestellt wird. Aber Anti-France schreckt auch nicht davor zurück, den Eiffelturm zu stehlen oder Gonokokken als biologische Waffen einzusetzen.
Anti-France-Agenten treten meist in Gruppen auf, tragen enge, schwarze Ganzkörperanzüge, die nur die Augen und die Nase/Mund-Partie frei lassen und sprechen Anti-Französisch (Anti-Français), ein Kauderwelsch aus Deutsch, Englisch, Spanisch, Italienisch und anderen Sprachen, das aber so formuliert ist, dass der Leser die Aussagen entschlüsseln kann. Der sektenartige Charakter von Anti-France wird so dargestellt, dass ihre geheimen Zusammenkünfte nach Ku-Klux-Klan-Manier ablaufen und dass die Agenten im Kampf gegen Superdupont selbstverachtend und lachend selbst den Tod in Kauf nehmen, wobei sie ihren Glauben an den Endsieg verkünden: „L'Anti-France vaincra!“
Nachdem Superdupont mehrere Sabotageakte von Anti-France aufgedeckt und vereitelt hat, gerät er selber ins Fadenkreuz der Organisation und man versucht, mit Hilfe der Undercover-Agentin Georgette Doublanski seine Schwachstellen aufzudecken und ihn dann auszuschalten – was fast gelingt.

### Georgette Doublanski
Georgette Doublanski ist die tragische Liebe von Superdupont – und vice versa. Sie ist eine junge, attraktive Frau, die im normalen Leben als Politesse arbeitete, aber von Anti-France als Undercover-Agentin gewonnen werden konnte. Durch ihren Einsatz als erotischer Lockvogel verliebt sich der Superheld in sie und es gelingt ihr, „die Schwächen in Superduponts Rüstung“ zu entdecken. Anti-France kann ihn überrumpeln und fast ausschalten, aber auch Georgette hat sich in Superdupont verliebt, rettet ihn in letzter Sekunde und beide entkommen.

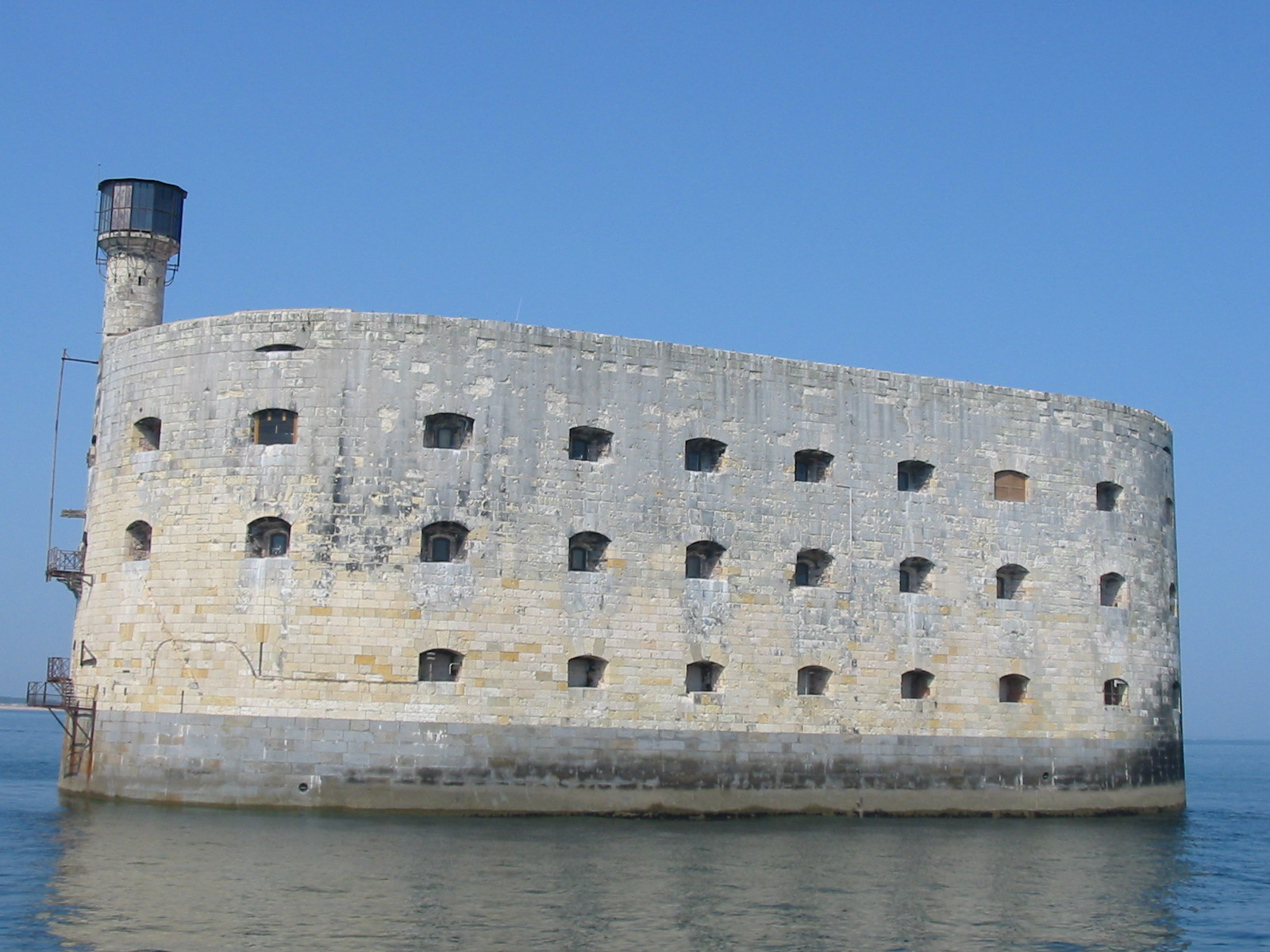
Drei Etagen mit Zellen, Innenhof und die Lage mitten im Meer – Sainte-Marie-Les-Roquettes, wo Häftling Nr. 9427 (Doublanski, Georgette) einsitzt, hat Ähnlichkeit mit dem hier gezeigten Fort Boyard.

Nachdem sie Superdupont ihre Lebensgeschichte gebeichtet hat – sie ist die Tochter einer Französin, die von einem unbekannten exotischen Ausländer verführt und dann verlassen wurde; nur durch diese gespaltene Persönlichkeit (Georgette selber bezeichnet sich als Hybridwesen, in dem Engel und Dämon nebeneinander leben) konnte Anti-France Zugang zu ihr finden – und nach einer leidenschaftlichen Affäre in Georgettes Appartement übergibt Superdupont sie aber in die Hände der französischen Justiz, denn nach seinen Worten „hat sie eine Schuld gegenüber ihrem Vaterland“ (une dette envers la patrie).
Als Georgette nach zwei Jahren ihrer Haftstrafe einen Hungerstreik beginnt und zum Äußersten fähig zu sein scheint, errettet sie Superdupont, indem er sie per Hypnose in eine Fantasiewelt versetzt, in der sie mit ihm verheiratet ist und sie zusammen vier Kinder haben, doch Georgette muss weitere 13 Jahre in der Gefängnisfestung Sainte-Marie-Les-Roquettes, der Festung der verlorenen Mädchen (forteresse des filles perdues) verbleiben.
Auch als Georgette von Anti-France von dort befreit wird und unter Vorspiegelung falscher Tatsachen erneut gegen Superdupont intrigiert, rettet er sie ein weiteres Mal. Zur Einsicht gekommen, bittet sie ihn, sie nach Sainte-Marie-Les-Roquettes zurückzubringen.

### Superdupont Junior
Beim Neustart der Serie im Jahr 2015 wird in Band 1 (Renaissance) Superdupont Junior, der Sohn von Superdupont, eingeführt, der über dieselben Kräfte verfügt wie sein Vater. Renaissance behandelt die eindrucksvolle Geburt, erste Einweisungen in das Superheldenleben durch den Vater (der als „Supèredupont“ charakterisiert wird) und Juniors erste Heldentat: Er verwüstet komplett den Schlupfwinkel des „Papstes der Finsternis“. Die Mutter von Superdupont Junior wird dargestellt, aber nicht namentlich erwähnt: Es ist nicht Georgette Doublanski.

### Weitere Personen
Nicht nur der Hauptakteur und seine Gegner, sondern auch Randpersonen („Ausländer“, Lebedamen, französische Beamte und Minister etc.) sowie bekannte Personen (Ronald Reagan und verschiedene amerikanische Superhelden), Papst Paul VI., Gustave Eiffel, Émile Coué und viele andere werden karikiert und klischeehaft in Aussehen, Sprache und Verhalten überzeichnet. In einigen Episoden haben französische Präsidenten einen Gastauftritt (Valéry Giscard d’Estaing, François Mitterrand, Jacques Chirac). Ihre Rolle besteht darin, dass sie in einer imminenten Krisensituation Superdupont um Hilfe bitten und ihn dann, nachdem er die Probleme für sie gelöst hat, belobigen und bewundern, während der bescheidene Held zu neuen Abenteuern davonfliegt.

## Superdupontaußerhalb der Serie
Im Jahr 1982 adaptierte Jérôme Savary mit seinem Grand Magic Circus Superdupont als Musical-Komödie unter dem Titel Superdupont ze Show. Die Show, mit Alice Sapritch in einer Burleske-Rolle, wurde im Théâtre municipal de Béziers im September 1982 uraufgeführt, hatte 10 Vorstellungen im Nouveau Théâtre de Nice (17.–27. November 1982) und schloss mit 40 Vorstellungen im Théâtre national de L'Odéon (ab Dezember 1982). Zu diesem Anlass gab der Verlag des Theâtre de Béziers im Oktober 1982 den Bildband Le Grand Magic Circus SuperDupont ze show! heraus.
Es gibt eine auf 2222 Exemplare limitierte, etwa 20 Zentimeter große Statuette von Superdupont, die ihn in gebückter Haltung mit vorgestreckter Faust auf einem übergroßen Camembert stehend darstellt.
1996 wurde im Parc Asterix eine 25-minütige Stunt-Show mit dem Titel Main basse sur la Joconde (frei übersetzt etwa Hände weg von der Mona Lisa) konzipiert, die sich über die Jahre verändert. Der Held weist neben seinem Namen SuperMarcel auch im Kostüm Ähnlichkeiten mit Superdupont auf.

## Publikationen

### Zeitschriften
- Pilote (1972)
- Fluide Glacial (ab 1975)
  - Superdupont hatte auch Gastauftritte in den Erwachsenen-Comics Rhââ GnaGna und Rhââ Lovely sowie in Rubrique-à-brac, alle von Gotlib.

### Comic-Alben
- Band 1: Superdupont (Audie-Fluide Glacial, Oktober 1977); deutsche Ausgabe: Superdupont, Volksverlag (1984), übersetzt von Eva Kornbichler
  - Échec aux empoisonneurs ! (Lob, Gotlib)
  - Le jour ou la France retarda (Lob, Alexis)
  - L'énigme du George V (Gotlib, Alexis)
  - Opération Pifomètre (I) (Lob, Alexis)
  - Superdupont contre les profanateurs du mètre (II) (Lob, Gotlib, Alexis)
  - Superdupont face au mètre suprème (III) (Gotlib, Lob, Alexis)
- Band 2: Amour et forfaiture (Audie-Fluide Glacial, August 1980); deutsche Ausgabe: Liebe und Pflichtvergessenheit, Volksverlag (1984), übersetzt von Eva Kornbichler
  - L'intox (Solé, Gotlib)
  - Amour et forfaiture (I): Georgette (Lob, Solé, Gotlib)
  - Amour et forfaiture (II): Le rendez-vous fatal!! (Lob, Solé, Gotlib)
  - Amour et forfaiture (III): Torture & châtiment (Solé, Gotlib, Lob)
  - Amour et forfaiture (IV): Le tragique secret de Georgette Doublanski (Solé, Gotlib, Lob)
- Band 3: Opération Camembert (Audie-Fluide Glacial, Januar 1983)
  - Opération Camembert (I): Périz sur le patrimoine fromager (Gotlib, Lob, Solé)
  - Opération Camembert (II): Superdupont mène l'enqête (Lob, Gotlib, Solé)
  - Opération Camembert (III): La poursuite endiablée (Solé, Gotlib, Lob)
  - Opération Camembert (IV): Superdupont dans l'antre des empoissonneurs sans âme (Gotlib, Solé, Lob)
  - Opération Camembert (V): Le châtiment!! (Lob, Gotlib, Solé)
  - Coeur enchaîné (Gotlib, Lob, Solé)
- Band 4: Oui nide Iou (Audie-Fluide Glacial, September 1983)
  - Naissance d'un surhomme (Lob, Gotlib, Goossens)
  - Opération tiercé (Lob, Alexis)
  - On a volé la Tour Eiffel (Gotlib, Lob (Gotlob), Coutelis)
  - Dans les vignes du Président (Lob, Gotlib, Goossens)
  - Les nourritures célestes (Gotlib, Lob)
  - Opération encrage (Lob, Gotlib, Solé)** Coeur enchaîné (Gotlib, Lob, Solé)
- Band 5: Les âmes noires (Audie-Fluide Glacial, Januar 1995)
  - La croisade de Superdupont (I) (Gotlib, Alexis)
  - La croisade de Superdupont (II) (Gotlib, Alexis)
  - Les âmes noires (I): La prison tricolore (Gotlib, Lob (Gliblob), Solé)
  - Les âmes noires (II): Le triomphe de la vérité (Gotlib, Lob, Solé (Solib, Bol, Gotlé))
  - Le Noël de Super Petit Pierre (Lob, Gotlib, Solé)
- Band 6: Superdupont pourchasse l'ignoble (Audie-Fluide Glacial, 2008)[54]
  - Superdupont contre l'axe du mal (Thouron, Gotlib, Solé, Ngam)
  - Éducation civique (Thouron, Gotlib, Solé, Ngam)
  - Service public (Thouron, Gotlib, Solé, Ngam)
  - À la rescousse de nostre beyle langue Françoise (Thouron,** Naissance d'un surhomme (Lob, Gotlib, Goossens) Gotlib, Solé, Ngam)
- Band 7: In vitro véritas (Audie-Fluide Glacial, 2013)
  - In vitro véritas (Lefred, Thouron, Gotlib, Solé)
  - Protection rapprichée (Lefred, Thouron, Gotlib, Solé)
  - L'Euro mortel (Lefred, Thouron, Gotlib, Solé)
  - La musique e durci l'humeur (Lefred, Thouron, Gotlib, Solé)
  - Le remède miracle (Lefred, Thouron, Gotlib, Solé)
  - Weitere zwölf einseitige Comic-Kurzgeschichten (Superdupont-Express)

- Fluide Glacial Special (HS82):[55] Superdupont (Audie-Fluide Glacial, Januar 1982)
  - Un hommage à M. et Mme Bidochon (Binet (Christian Binet))
  - Mémorial (Lob, Gotlib)
  - Naissance d'un surhomme (Lob, Gotlib, Goossens)
  - De la confiture aux cochons (Léandri (Bruno Léandri), Coucho (Marcel Couchaux))
  - Superdupont 1982 (Pétillon (René Pétillon))
  - Opération tiercé (Lob, Alexis)
  - Superdupont goes to New York (H.Kurtzman (Harvey Kurtzman), Sarah Downs)
  - Superdupont face à Ordinaire Dupont (Lions (?))
  - Superdupont contre Gueulederak (Maëster (Jean-Marie Ballester))
  - L'Antifrance existe (Lob)
  - On a volé la Tour Eiffel (Gotlib, Lob (Gotlob), Coutelis)
  - Mission accomplie (Édika (Édouard Karali))
  - Précis de Grammaire Anti-Française (Léandri (Bruno Léandri))
  - Les nourritures célestes (Gotlib, Lob)
  - Coeur enchaîné (Gotlib, Lob, Solé)
  - Spéciales dernières (Franquin (André Franquin))
  - Superdupont contre mon Beauf (Cabu (Jean Cabut))

- Band 1: Renaissance (Dargaud, 2015; Jacques Lob gewidmet. Im Vorwort vollzieht Gotlib die Entstehungsgeschichte und die Konzipierung von Superdupont nach und geht auch auf den Neustart der Serie ein.)
  - Renaissance (Boucq, Gotlib, Belkrouf)
  - Change Bébé (Boucq, Gotlib, Belkrouf)
  - Le Cœur d'un Père (Boucq, Gotlib, Belkrouf)